# FourFourTwo
FourFourTwo es una revista de fútbol en inglés de publicación mensual que se edita en Inglaterra desde su fundación en 1994. La revista cuesta £4.50 y contiene alrededor de 164 páginas y publicó su edición número 200 en febrero de 2011. La publicación toma su nombre de la formación de fútbol, 4-4-2, considerada como una formación base, tradicionalmente asociada al fútbol inglés.
La Oficina de Auditoría de Circulaciones informó que a partir de 2011 FourFourTwo contaba con un total de circulación promedio de 90 077 ejemplares. De esta: 75 212 estaba en el Reino Unido e Irlanda, mientras que 14 865 formaban parte de las distintas ediciones que se publican en el extranjero.
En 2008 se anunció que FourFourTwo había firmado un contrato de tres años de patrocinio con el Swindon Town, que comenzó en la temporada 2008-09.

## Columnistas

### Presente
En el siguiente listado se muestran algunos de los columnistas más destacados de FourFourTwo (en su edición británica):
- James Richardson, presentador de Football Italia, programa sobre el fútbol italiano.
- Jonathan Wilson, periodista y escritor autor de libros como Inverting the Pyramid: A History of Football Tactics o Behind the Curtain: Football in Eastern Europe: Travels in Eastern European Football.
- Michel Salgado, exfutbolista internacional del Real Madrid y Blackburn Rovers.
- The Player, columnista misterioso, con un artículo cada mes. Suele escribir sobre los elementos invisibles del fútbol —bebidas, drogas, amantes, etc.— y es, probablemente, la razón por la que prefiere permanecer anónimo.

### Pasado
En el siguiente listado aparecen algunos de los columnistas más notables que han pasado por FourFourTwo (en su edición británica):
- Henry Winter — periodista deportivo.
- Brian Clough — exfutbolista y entrenador, escribió hasta su muerte en 2004.
- Bobby Robson — exfutbolista y entrenador que reemplazó brevemente a Brian Clough.
- Stan Bowles — exfutbolista del Queens Park Rangers e Inglaterra.
- Robbie Savage — exfutbolista internacional por Gales.
- Sam Allardyce — exentrenador de varios equipos de la Premier League.
- David Platt — exfutbolista internacional, escribía sobre las tácticas de partidos o equipos.
- Arsène Wenger — exentrenador del Arsenal. Uno de los gurúes de FourFourTwo's.